# 古澤恵
古澤 恵（ふるさわ めぐみ、1981年12月2日 - ）は、新潟県出身の女性モデル、ライダー。
2009年12月まではフェイスネットワークに所属していた。
その後は、フリーで活動中。

## 人物
- 趣味はオートバイでのツーリング、キャンプ、料理。バイク歴は20歳のときからで、現在の愛車はハーレーダビッドソンとホンダ・CRM250R、ヤマハ・YZF-R1[3]、FTR223。以前はカワサキ・バルカンにも乗っていた[4]。
- 愛称は“ぐぐ”。
- 2013年12月24日にトライアルライダー（後にオートレース選手に転向）の野本佳章と結婚。2016年7月に長女を出産[5]、それに先立つ同年4月より産休に入るが、2016年10月より本格的にタレント活動に復帰した。

## 主な活動

### レースクイーン
- 2007年：SUPER GT「ZENT sweeties」
- 2008年：SUPER GT「ENEOS GIRLS」
- 2009年：SUPER GT「ENEOS GIRLS」

### 雑誌
- バイク雑誌
  - 月刊「オートバイ」
  - 「東本昌平RIDE」2010〜2013連載
  - 「パフォーマンスバイク」表紙
  - 「ジパングツーリング」表紙
  - 「バージンハーレー」レギュラー
  - 「レディスバイク」ママライダー新聞NEO連載
  - 「WITH HARLEY」レギュラー

### テレビ
- オールスター感謝祭’08秋（TBS系・2008年9月27日） - アシスタント
- おネエ★MANS（日本テレビ）
- 大人のバイク時間 MOTORISE（BS11、2012年4月 - ）- アシスタント レギュラー

### 写真集
- 2016年4月 古澤恵写真集「GUGU」

### 映画
- 2012年3月公開「キリン POINT OF NO-RETURN!」
- 2016年6月公開「夏美のホタル」